# 11912 Piedade
11912 Piedade è un asteroide della fascia principale. Scoperto nel 1992, presenta un'orbita caratterizzata da un semiasse maggiore pari a 2,3119587 UA e da un'eccentricità di 0,1385356, inclinata di 3,34838° rispetto all'eclittica.